# Jason Cottle
Jason Edwin Cottle (* 1971) ist ein US-amerikanischer Schauspieler, Synchronsprecher und Filmproduzent.

## Leben
Cottle wurde 1971 geboren. Vom 12. Oktober 1994 bis März 1998 war er mit der Schauspielerin Jenna Byrne, Tochter von den Schauspielern Dustin Hoffman und Anne Byrne Hoffman, verheiratet. Seine erste Nebenrolle hatte er 1996 in Fall and Spring. Es folgten Rollenbesetzungen 1997 in Mad City und Wag the Dog – Wenn der Schwanz mit dem Hund wedelt, 1998 in Eine Hochzeit zum Verlieben und 1999 in Ganz normal verliebt und Hell House. Außerdem übernahm er Ende der 1990er Jahre Sprechrollen in den Videospielen Betrayal in Antara, Blade Runner und Starsiege: Tribes. Von 2006 bis 2007 wirkte er in der Fernsehserie Kidnapped – 13 Tage Hoffnung mit. Er hatte Episodenrollen in den US-amerikanischen Fernsehserien Law & Order und Nurse Jackie. 2012 übernahm er in dem Actionfilm Act of Valor die männliche Hauptrolle des Abu Shabal. 2017 war er als David LeMarque im Drama 6 Below – Verschollen im Schnee zu sehen.
Von 2007 bis 2014 wirkte Cottle als Produktionsassistent an dem Format In Teufels Küche mit Gordon Ramsay, einer Kochsendung mit Gordon Ramsay, mit.

## Filmografie (Auswahl)

### Schauspiel
- 1996: Fall and Spring
- 1997: Mad City
- 1997: Wag the Dog – Wenn der Schwanz mit dem Hund wedelt (Wag the Dog)
- 1998: Eine Hochzeit zum Verlieben (The Wedding Singer)
- 1999: Ganz normal verliebt (The Other Sister)
- 1999: Hell House (The Haunting of Hell House)
- 2006–2007: Kidnapped – 13 Tage Hoffnung (Kidnapped, Fernsehserie, 3 Episoden)
- 2007: Cthulhu
- 2008: Cashmere Mafia (Fernsehserie, Episode 1x04)
- 2008: Remarkable Power
- 2009: Law & Order (Fernsehserie, Episode 20x11)
- 2011: Nurse Jackie (Fernsehserie, Episode 3x02)
- 2012: Act of Valor
- 2012–2013: The Mob Doctor (Fernsehserie, 3 Episoden)
- 2014: Unforgettable (Fernsehserie, Episode 3x11)
- 2015: Deadbeat (Fernsehserie, Episode 2x10)
- 2016: Vinyl (Fernsehserie, 6 Episoden)
- 2016: Parallel Worlds: A New Rock Music Experience
- 2017: 6 Below – Verschollen im Schnee (6 Below: Miracle on the Mountain)
- 2019: The Blacklist (Fernsehserie, Episode 6x20)
- 2019;2021: Law & Order: Special Victims Unit (Fernsehserie, 2 Episoden)
- 2020: FBI (Fernsehserie, Episode 2x19)
- 2021: Locked In

### Produktion
- 1995: Outbreak – Lautlose Killer (Outbreak)
- 2006: Die Sopranos (The Sopranos, Fernsehserie, Episode 6x01)
- 2007–2014: In Teufels Küche mit Gordon Ramsay (Kitchen Nightmares, Fernsehsendung, 41 Episoden)
- 2008: Vielleicht, vielleicht auch nicht (Definitely, Maybe)

## Synchronisation (Auswahl)
- 1997: Betrayal in Antara (Videospiel)
- 1997: Blade Runner (Videospiel)
- 1998: Starsiege: Tribes (Videospiel)
- 2003: Tron 2.0 (Videospiel)
- 2009: Infamous (Videospiel)